# Бордон (Теруель)
Бордон (ісп. Bordón) — муніципалітет в Іспанії, у складі автономної спільноти Арагон, у провінції Теруель. Населення — 141 особа (2010).
Муніципалітет розташований на відстані близько 290 км на схід від Мадрида, 75 км на північний схід від міста Теруель.

## Демографія
Динаміка населення (INE ):